# 籬仔内駅
籬仔内駅（りしないえき）は台湾高雄市前鎮区瑞竹里にある高雄捷運環状軽軌の駅。駅番号はC1。凱旋三・四路と一心一路・瑞隆路交差点に位置し、当路線の起点となっている。駅名は日本統治時代に高雄市内の町名として使われていた「籬仔内」に由来する（zh:籬子內）。将来は高雄捷運鳳山線と接続する計画がある。

## 駅構造
相対式ホーム2面2線。
| 地上                                       |                                                 |
| 凱旋四路（南行き）                         |                                                 |
| 歩道                                       |                                                 |
| 相対式ホーム、右側のドアが開く。簡易改札機 |                                                 |
| 内回り・下り                               | ←■環状軽軌 哈瑪星・鼓山区公所方面（凱旋瑞田駅） |
| 外回り・上り                               | →■環状軽軌 凱旋公園方面（軽軌機廠駅）→          |
| 相対式ホーム、右側のドアが開く。簡易改札機 |                                                 |
| 歩道                                       |                                                 |
| 凱旋四路（北行き）                         |                                                 |

## 歴史
計画時の仮称は「一心路駅」だった
- 2013年6月4日 - 起工[1]。
- 2015年3月29日 - 駅名が「籬仔内駅」に決定[2][註 1]。
- 2015年10月16日 - 環状軽軌第一段階区間のうち籬仔内－凱旋中華がプレ開業。ただし客扱いは当駅のみで他では乗降できなかった[3][4][5]。
- 2015年12月24日 - 当駅以外での客扱いを開始し、どの駅でも乗降が可能になった[6]。
- 2021年1月12日 - 第2期区間延伸により途中駅となる[7]。

## 駅周辺

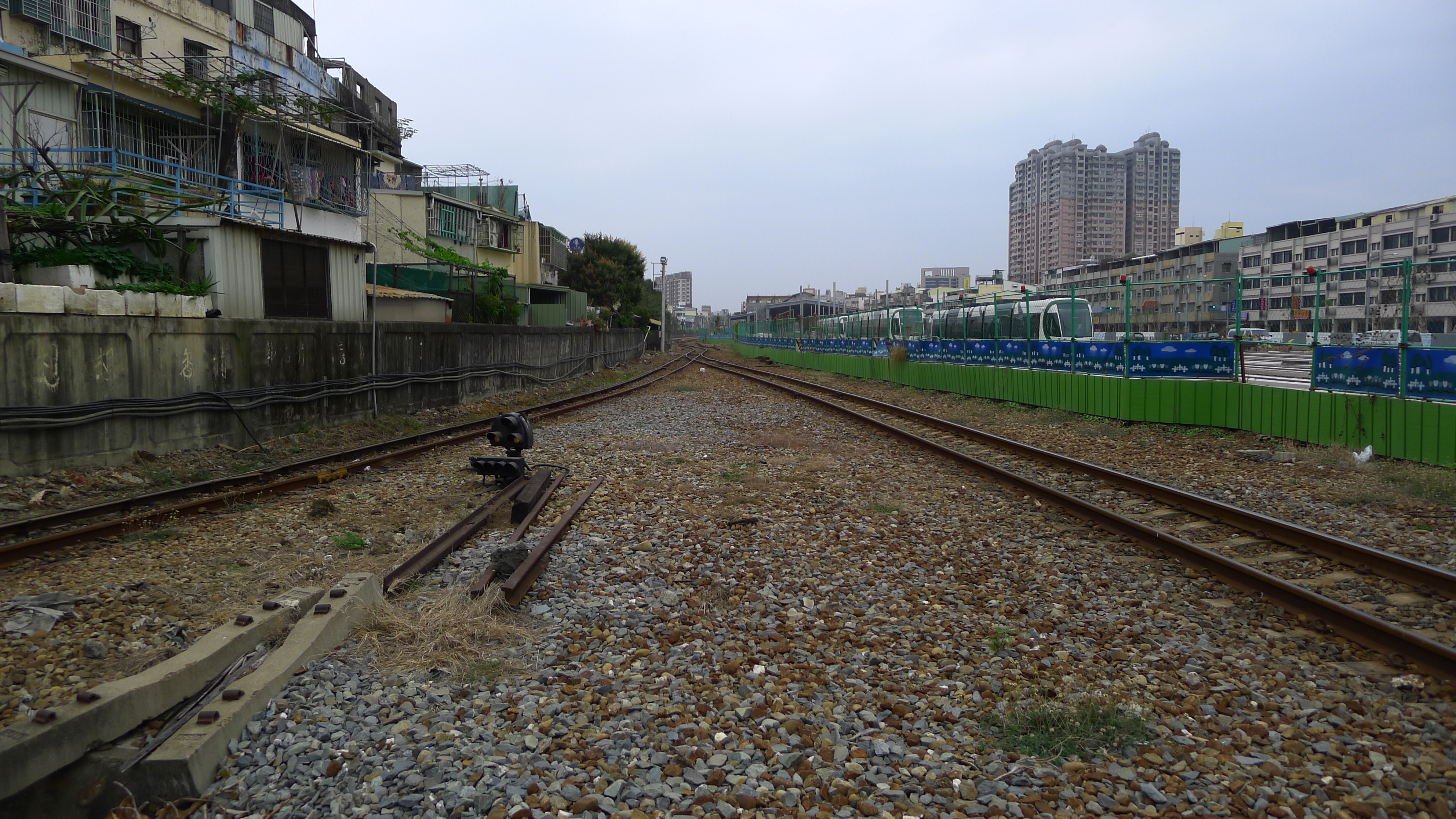
台鉄前鎮調車場（中国語版）
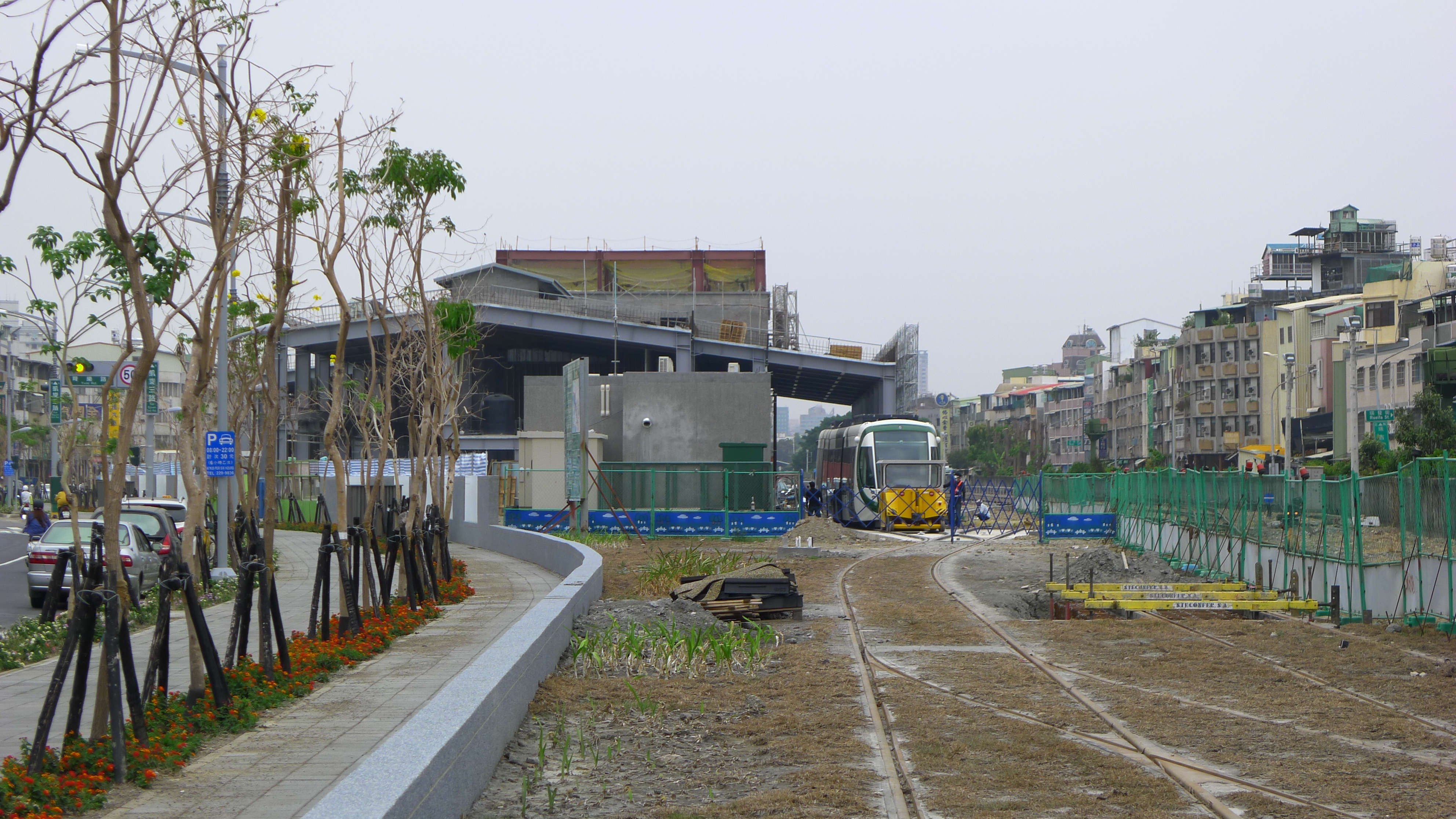
環状軽軌前鎮機廠（中国語版）
- 凱旋三・四路（中国語版）
- 瑞隆路
- 一心一路
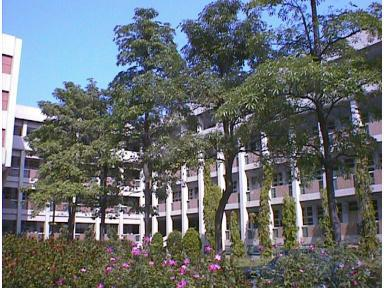
瑞祥医院
- 憲徳宮
- 瑞祥国中站
- 高雄市立瑞祥高中（中国語版）

- 台鉄前鎮調車場と捷運前鎮機廠
- 工事中の前鎮機廠
- 瑞祥高中

## バス
高雄市公車
| 系統                       | 事業者      | 区間                                | 備考     |
| -------------------------- | ----------- | ----------------------------------- | -------- |
| 26路                       | 統聯客運    | 瑞豊站 - 高雄駅                     |          |
| 37路                       | 統聯客運    | 前鎮站 - 育英医専                   |          |
| 82路                       | 統聯客運    | 瑞豊站 - 歴史博物館                 |          |
| 83路                       | 統聯客運    | 瑞豊站 - 高雄駅                     |          |
| 環状幹線/環東幹線（168東） | zh:漢程客運 | 金獅湖站 - 金獅湖站                 | 二段運賃 |
| 環状幹線/環西幹線（168西） | 漢程客運    | 金獅湖站 - 金獅湖站                 | 二段運賃 |
| 一心幹線（紅18）           | zh:東南客運 | 中崙社区 - 実践大学（高雄城区中心） |          |

## 隣の駅
高雄捷運
■環状軽軌
軽軌機廠駅 C37 - 籬仔内駅 C1 - 凱旋瑞田駅 C2